# 德古拉傳說II
《德古拉传说II》是由科樂美開發的動作遊戲。该作于1991年7月12日发售，也是恶魔城系列在Game Boy平台上的第二作。在2000年以彩色化再度收錄於KONAMI GB 精選集 VOL.4（コナミGBコレクション VOL.4），與一代合併的重製版《ドラキュラ伝説 ReBirth》於10月27日WiiWare下載發行。

## 劇情
接續《德古拉傳說》的劇情，從前作的15年過去後，上回的失敗讓德古拉伯爵決定復仇，於是他抓走克里斯德佛的兒子索雷由，為了自己的兒子，克里斯德佛決定再戰魔窟。

## 遊戲特色
- 副武器以及接關密碼追加
- 角色動作靈活度增加，新增加按A鍵滑下繩索的動作

德古拉傳說II開頭

前四個可以讓玩家選擇的關卡

Dracula傳說II遊戲畫面

- 前四個關卡可以讓玩家選擇

## 外部連結
- 悪魔城ドラキュラシリーズ総合サイト （页面存档备份，存于）KONAMI（日語）